# Luxemburgischer Badmintonpokal
Der Luxemburgische Badmintonpokal wird seit der Saison 1979/80 ausgespielt. In  der gleichen Saison starteten auch die Luxemburgische Badminton-Mannschaftsmeisterschaften.

## Die Pokalsieger
- 1979/80  Badminton Club Dudelange
- 1980/81  Badminton Club Dudelange
- 1981/82  Badminton Club Dudelange
- 1982/83  Badminton Club Dudelange
- 1983/84  Badminton Club Dudelange
- 1984/85  Badminton Club Dudelange
- 1985/86  Badminton Club Europeen Luxembourg
- 1986/87  Badminton Résidence Walfer
- 1987/88  Badminton Résidence Walfer
- 1988/89  Badminton Résidence Walfer
- 1989/90  Badminton Résidence Walfer
- 1990/91  Badminton Résidence Walfer
- 1991/92  Badminton Résidence Walfer
- 1992/93  Badminton Résidence Walfer
- 1993/94  Badminton Club Dudelange
- 1994/95  Badminton Club Kopstal
- 1995/96  Badminton Club Dudelange
- 1996/97  Badminton Club Europeen Luxembourg
- 1997/98  Fiederwäiss Ettelbreck
- 1998/99  Badminton Club Dudelange
- 1999/00  Badminton Club Dudelange
- 2000/01  Fiederwäiss Ettelbreck
- 2001/02  Badminton Club Dudelange
- 2002/03  Fiederball Izeg
- 2003/04  Fiederball Schëffleng
- 2004/05  Fiederball Schëffleng
- 2005/06  Fiederball Schëffleng
- 2006/07  Badminton Club Junglinster
- 2007/08  Fiederball Schëffleng
- 2008/09  Fiederball Schëffleng
- 2009/10  Fiederball Schëffleng
- 2010/11  Fiederball Schëffleng 2
- 2011/12  Fiederball Schëffleng
- 2012/13  Fiederball Schëffleng
- 2013/14  Fiederball Schëffleng
- 2014/15  Fiederball Schëffleng
- 2015/16  Badminton Club Junglinster
- 2016/17  Badminton Club Junglinster
- 2017/18  Badminton Club Differdange
- 2018/19  Badminton Club Junglinster
- 2019/22  nicht ausgetragen
- 2022/23 Badminton Club Junglinster